# Schloss Hilling

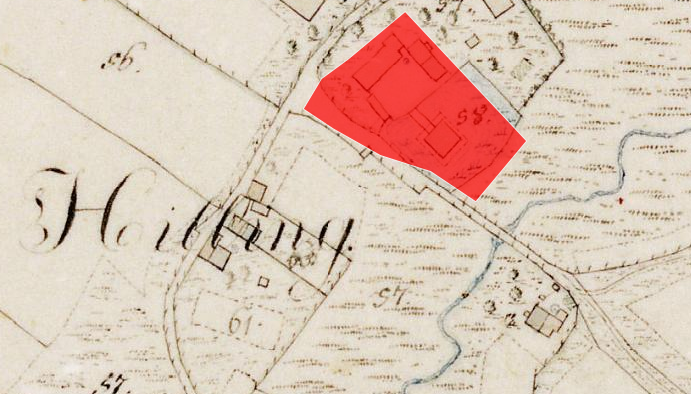
Lageplan von Schloss Hilling auf dem Urkataster von Bayern

Das Schloss Hilling ist ein abgegangenes Schloss nordwestlich von Hilling, heute einem Gemeindeteil der niederbayerischen Gemeinde Bodenkirchen im Landkreis Landshut. Die Anlage wird als Bodendenkmal unter der Aktennummer D-2-7540-0189 als „verebneter mittelalterlicher Burgstall und untertägige mittelalterliche und frühneuzeitliche Befunde im Bereich des abgegangenen Hofmarksschlosses von Hilling, darunter Spuren von Nebengebäuden, Vorgängerbauten bzw. älterer Bauphasen“ geführt.

## Geschichte
In den Anniversarien des Klosters Seemannshausen wird im Jahre 1311 Hilling als „Hulgen“ genannt. Am 10. Januar 1390 treten hier Andre der Trennbeck von Hulgen und Anna seine Hausfrau auf. Am 12. März 1394 verkaufen die Kinder des verstorbenen Hans Haunzenberger, Ulrich, Thomann und Hanns die Hawczenperger, und die Schwestern Dorothea, Margret und Anna ihren Sitz Hülgen, die Hube dabei, und den Hof zu Seibolstorf (Bauernseiboldsdorf), alles auf der „Pünnach“ (= Bina) gelegen, um 500 Gulden an Erasmus Rheinthaler. Bürge ist ihr Vetter Thomann der Haunzenberger zu Haunzenbergersöll. Thomas Hohenthanner „zu Hilgen“ wird 1443 unter den Amtsleuten des Herzogs Heinrich von Landshut genannt.
Nach Wiguleus Hund soll der 1486 verstorbene Niklas Hohenthanner, als Zollner in Vilsbiburg am 1. Februar 1441 genannt, ein weiterer Besitzer des Sitzes Hilling gewesen sein. Er ist mit seiner Frau Elisabeth, geborene Ebenhauser von Bonbruck, in der Seelen- und alten Kriegerkapelle zu Bonbruck begraben. 1500 wird Jakob Hohenthanner auf Hilling genannt und 1514 Wolfgang, Sebastian, Hans und Georg die Hohenthanner von Hilling. 1558 ist der „Sitz Hülling“ als fürstliches Lehen im Besitz des Thomas Schönbrunner, welcher der Erbe der Hohenthanner war. Das Lehen soll aus einem hölzernen Herrenhaus, einer Bauernhube mit vier Sölden bestanden haben. 1609 kam es als kurfürstliches Lehen an Wilhelm Lunghammer, Pflegsverwalter zu Erding. 1678 wird es an den kurfürstlichen Rat und Zahlmeister Johann Georg Hufnagel in München verkauft. Da Lunghammer die Jurisdiktion nicht bestanden hatte, wurde sie vom Landgericht Biburg eingezogen. Ein Jahr später wurde die niedere Gerichtsbarkeit über die kurfürstliche Hofmark Hilling und Bauernseiboldsdorf aber für Georg Hufnagel bestätigt, der 1687 10.000 fl. als Türkensteuer an den Kurfürsten Max Emanuel bezahlt hat. Seine Gattin Maria Katharina, geborene von Empach, war die Amme des Kurfürsten Max Emanuel.
1749 ging die Hofmark an Anna Katharina von Hufnagel über, die 1723 den kurfürstlichen Regierungsrat beim Rentamt Landshut, Cajetan Freiherr von Feury, geheiratet hatte. Die Hofmark war hoch verschuldet, aber bei seinem Tod 1766 hinterließ er einen Barbestand von mehr als 7000 fl. Danach verblieben die Hofmarken Hilling und Bonbruck im Besitz der Familie Feury. Der vorletzte Hofmarkbesitzer Cajetan von Feury war mit Isabella von Holnstein verheiratet und starb am 18. September 1859 mit erst 51 Jahren. Am 28. Oktober 1864 starb sein Nachfolger, der letzte Hofmarkbesitzer von Hilling und Bonbruck Franz Xaver von Feury im 91. Lebensjahr, und in der Folge wurden Bonbruck und Hilling gerichtlich veräußert. Der Verkauf von Hilling und von Schloss Bonbruck wurde nach der Übersiedelung der Familie Feury nach München von einer Tante des Barons Feury vorgenommen. Am 16. Dezember 1863 werden die Liegenschaften sowie die beim Einsiedlhof befindlichen Mobiliarschaft nebst Vieh und Fahrnis durch den königlichen Notar Schikaneder versteigert. Hilling wurde von Bernhard Lilienthal und David Bauer am 3. Oktober 1865 um das Meistgebot von 44.700 Gulden ersteigert. Am 23. Februar 1866 erkauft August Urban, Posthalter und Bierbrauer in Vilsbiburg, das Schlossgut Hilling um 42.000 Gulden. Am 16. April 1866 erkauft Andreas Attenberger um 11.500 Gulden aus dem Bestand 31 Tagwerk 19 Dezimal Grund, das Schlossgebäude-Wohnhaus mit Stadel, Kuh- und Pferdestall, Back- und Waschhaus mit Hofraum sowie Hühnerhaus mit Hofraum. 1866 schreibt Pfarrer Würdinger: „Das alte Schloß in Hilling ist bereits gänzlich demoliert“, und ist danach wohl ganz abgebrochen worden.

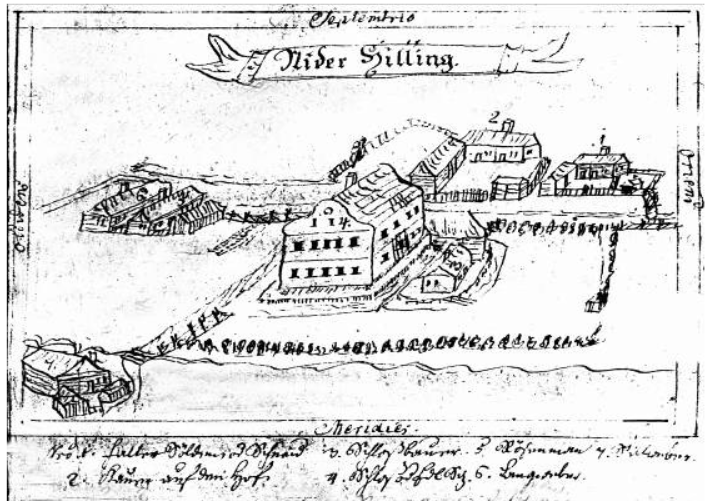
Schloss Hilling nach einer Skizze von Pfarrer Franz Anton Peckert von Aich (1790)

## Beschreibung
Das von einer breiten Weiheranlage umgebene Schloss Hilling lag in einem von der heutigen Dorfstraße und der Brunnholzstraße gebildeten Dreieck, nahe der Bina. Nach den Aufzeichnungen in dem Salbuch des Pfarrers Franz Anton Peckert von Aich (1790) war es ein zweigeschossiger Bau mit einer barocken Dachform. Das Schloss war von mehreren Bauernhöfen umgeben (No. 1 Falter-Sölde oder Schneider; No. 2 Bauer auf dem Hof; No. 3 Schloßbauer; Nr. 4 Schloß oder Edelsitz; No. 5 Rößenmann; Nr. 6 Langweber oder Weber unter der Feichten; Nr. 7 Stillweber). Heute steht hier der „Schlossbauernhof“.